# De pie (álbum)
De pie es el segundo álbum de estudio como solista del guitarrista argentino Claudio Marciello, publicado en 2004 por Dejesu.

## Lista de canciones
| N.º | Título                                            | Duración |  |
| 1.  | «Vengo»                                           | 3:41     |  |
| 2.  | «De pie»                                          | 1:51     |  |
| 3.  | «Aunque nos pese el infierno (con Ricardo Iorio)» | 3:59     |  |
| 4.  | «Vamos a dar un concierto»                        | 2:40     |  |
| 5.  | «Encuentro»                                       | 3:11     |  |
| 6.  | «El Pucará»                                       | 2:26     |  |
| 7.  | «Adelante»                                        | 4:44     |  |
| 8.  | «Salto de Oberá»                                  | 2:20     |  |
| 9.  | «El embalado»                                     | 2:29     |  |
| 10. | «Viaje de libertad»                               | 2:23     |  |
| 11. | «Incondicional»                                   | 3:13     |  |
| 12. | «Adiós Yoli»                                      | 2:38     |  |